# Nyssodrysternum caudatum
Nyssodrysternum caudatum är en skalbaggsart som först beskrevs av Bates 1864.  Nyssodrysternum caudatum ingår i släktet Nyssodrysternum och familjen långhorningar.
Artens utbredningsområde är Honduras. Inga underarter finns listade i Catalogue of Life.